# Turzany (województwo kujawsko-pomorskie)
Turzany – wieś w Polsce, położona w województwie kujawsko-pomorskim, w powiecie inowrocławskim, w gminie Inowrocław.

## Podział administracyjny
W latach 1975–1998 miejscowość położona była w województwie bydgoskim.

## Demografia
Według Narodowego Spisu Powszechnego (III 2011 r.) wieś liczyła 166 mieszkańców. Jest 26. co do wielkości miejscowością gminy Inowrocław.